# Lebendige Stunden (Einakter)
Lebendige Stunden ist ein Schauspiel in einem Akt von Arthur Schnitzler. Es ist der erste und zugleich titelgebende Einakter des Zyklus Lebendige Stunden (1902). Der Text erschien – kurz vor der Uraufführung am 4. Januar 1902 – im Dezember 1901 in der Neuen Deutschen Rundschau in Berlin.
Ein Schriftsteller erfährt, dass sich seine Mutter umgebracht hat, damit er eine Schaffenskrise überwindet.

## Inhalt
Heinrichs Mutter, Hofrätin, ist 53-jährig verstorben. Heinrich, der junge Schriftsteller, hat seit zwei, drei Jahren eine Schreibhemmung. Der 60-jährige pensionierte Beamte Anton Hausdorfer, Heinrichs väterlicher Freund, trauert gleichfalls um die geliebte Freundin. Heinrich denkt zurück an seine Knabenjahre. Der junge Mann ist sich nicht sicher, ob er für Antons Trauer Verständnis aufbringen soll. Nun eröffnet ihm Anton, die Mutter wäre wegen des einzigen Sohnes gestorben. Heinrich mag die Ungeheuerlichkeit nicht glauben. Anton beharrt auf seiner Behauptung. Die Hofrätin habe nicht mitansehen können, wie ihre unheilbare Krankheit den Schreibberuf des Sohnes gestört habe. Als sich Heinrich wieder gefangen hat, ringt er sich zu der Absicht durch, jenen „lebendigen Stunden“ der Mutter Dauer zu verleihen und zwar durch Schreiben. Anton bleibt da skeptisch und denkt ebenfalls zurück. Die „ganze Schreiberei“ Heinrichs sei nichts gegen eine einzige „lebendigen Stunde“ der geliebten Hofrätin.

## Rezeption
- Der Schauspieler Wilhelm von Wymetal hat sich bei Schnitzler nach Heinrichs Natur erkundigt. Es geht um die Frage, ob ein Autor solche einschneidenden Ereignisse wie den Tod eines Menschen brauche, um etwas zu schreiben. Schnitzlers Antwort vom 13. Mai 1902 findet sich in der zweibändigen Briefausgabe.[1]
- Sprengel nennt den Bau des Stücks locker[2] und Korte spricht von „Boulevarddramatik“.[3]

## Hörspiele
Einträge 43 und 44 in: Hörspiele (Memento vom 5. Dezember 2008 im Internet Archive)
- „Lebendige Stunden“. Erstsendung am 19. November 1959 im SFB. Regie: Curt Goetz-Pflug. Mit Otto Braml als Anton Hausdorfer und Wolfgang Unterzaucher als Heinrich.
- „Lebendige Stunden“ Erstsendung: 10. Juni 1962, ORF-Studio Wien. Regie: Edwin Zbonek. Komposition: Karl de Groof. Mit Hans Thimig als Anton Hausdorfer und Michael Heltau als Heinrich.

### Ausgaben
- Erstdruck: Arthur Schnitzler: Lebendige Stunden. Ein Akt. Neue Deutsche Rundschau, Jg. 12, Heft 12, Dezember 1901, S. 1297–1306.
- Bühnenmanuskript: Arthur Schnitzler: Lebendige Stunden. Schauspiel in 1 Aufzug. Berlin 1901.
- Erstausgabe: Arthur Schnitzler: Lebendige Stunden. Vier Einakter. Enthält noch: Die Frau mit dem Dolche – Die letzten Masken – Literatur. S. Fischer Berlin 1902. Leinen Goldprägung. 160 Seiten
- Arthur Schnitzler: Lebendige Stunden. S. 325–339 in Heinz Ludwig Arnold (Hrsg.): Arthur Schnitzler: Reigen. Die Einakter. Mit einem Nachwort von Hermann Korte. S. Fischer, Frankfurt am Main 1961 (Ausgabe 2000). 602 Seiten, ISBN 3-10-073557-9

### Zeitgenössisch
- Hermann Bahr: Lebendige Stunden (Vier Einacter von Arthur Schnitzler: »Lebendige Stunden«, »Die Frau mit dem Dolche«, »Die letzten Masken« und »Literatur«. Zum ersten Male aufgeführt im Carl-Theater am 6. Mai 1902. Erste Vorstellung des Berliner Deutschen Theaters). In: Neues Wiener Tagblatt, Jg. 36, Nr. 102, 7. Mai 1902, S. 1–4.
- Hermann Bahr: Lebendige Stunden (Vier Einakter: »Lebendige Stunden«, »Die Frau mit dem Dolche«, »Die letzten Masken«, »Literatur« von Arthur Schnitzler. Im Deutschen Volkstheater zum ersten Male aufgeführt am 14. März 1903). In: Neues Wiener Tagblatt, Jg. 37, Nr. 73, 15. März 1903, S. 2–3.
- Stefan Großmann in Quelle, Jg. 4, Heft 1 vom 1. Oktober 1910, S. 13–14.

### Zu den Stücken
- Reinhard Urbach: Schnitzler-Kommentar zu den erzählenden Schriften und dramatischen Werken. München: Winkler 1974, S. 169–176. (online)

### Allgemeiner
- Giuseppe Farese: Arthur Schnitzler. Ein Leben in Wien. 1862 - 1931. Aus dem Italienischen von Karin Krieger. C. H. Beck München 1999. 360 Seiten, ISBN 3-406-45292-2. Original: Arthur Schnitzler. Una vita a Vienna. 1862–1931. Mondadori, Mailand 1997
- Peter Sprengel: Geschichte der deutschsprachigen Literatur 1870–1900. Von der Reichsgründung bis zur Jahrhundertwende. C. H. Beck, München 1998, ISBN 3-406-44104-1
- Gero von Wilpert: Lexikon der Weltliteratur. Deutsche Autoren A – Z. S. 555, 2. Spalte, 23. Z.v.u. Stuttgart 2004. 698 Seiten, ISBN 3-520-83704-8